# Coppa Europa di tamburello indoor femminile
La Coppa Europa è la massima competizione continentale del tamburello Indoor.

## Descrizione
Si disputa annualmente e vi partecipano le migliori squadre femminili di club francesi, italiani, tedeschi, belgi, scozzesi, inglesi, irlandesi, spagnoli, austriaci, ungheresi e norvegesi.
La prima edizione di questo torneo si svolse nel 1993.
Nel torneo si gioca il tamburello indoor, ovvero il tamburello al coperto.

## Albo d'oro
| Anno | Campione                        | Finalista | Terzo Posto    | Sede                                 |
| ---- | ------------------------------- | --------- | -------------- | ------------------------------------ |
| 2012 | Sabbionara Trentino Team        | Poussan   | Inef Barcelona | Rovereto, Italia.                    |
| 2011 | San Paolo d'Argon               | Poussan   | Inef Barcelona | Arles, Francia.                      |
| 2010 | ASD P. Campora Ovada            |           | Poussan        | Beauvais, Francia.                   |
| 2009 | Poussan                         |           |                |                                      |
| 2008 | Poussan                         |           |                | Oristano, Italia                     |
| 2007 | Polisportiva Aeden Santa Giusta |           |                | Lignano Sabbiadoro, (Udine), Italia. |
| 2006 | Poussan                         |           |                |                                      |
| 2005 | Poussan                         |           |                |                                      |
| 2004 | SS Aldeno                       | Poussan   | Budapest       | Madone, (Bergamo), Italia.           |
| 2003 | Poussan                         |           |                |                                      |
| 2002 | AT Curno                        |           |                |                                      |
| 2001 | AS Bergamo                      |           |                |                                      |
| 2000 | Laverune                        |           |                |                                      |
| 1999 | ACLI L. Bruno Cosenza           |           |                |                                      |
| 1998 | ACLI L. Bruno Cosenza           |           |                |                                      |
| 1997 | ACLI L. Bruno Cosenza           |           |                |                                      |
| 1996 | ACLI L. Bruno Cosenza           |           |                |                                      |
| 1995 | TC Cournonterral                |           |                |                                      |
| 1994 | TC Cournonterral                |           |                |                                      |
| 1993 | TC Cournonterral                |           |                | Montpellier, Francia.                |

## Vittorie per squadra
| Vittorie | Club                            |
| -------- | ------------------------------- |
| 5        | Poussan                         |
| 4        | ACLI L. Bruno Cosenza           |
| 3        | TC Cournonterral                |
| 1        | AS Bergamo                      |
| 1        | AT Curno                        |
| 1        | SS Aldeno                       |
| 1        | Polisportiva Aeden Santa Giusta |
| 1        | ASD P. Campora Ovada            |
| 1        | Laverune                        |
| 1        | San Paolo d'Argon               |